# Radioactivitate
Radioactivitatea este un fenomen fizic prin care nucleul unui atom instabil, numit și radioizotop, se transformă spontan  (se dezintegrează), degajând energie sub formă de radiații diverse (alfa, beta sau gama), într-un atom mai stabil. Prin dezintegrare atomul pierde și o parte din masă. Termenul de radioactivitate a fost folosit pentru prima dată de Marie Curie.
Pentru a se înțelege fenomenul de radioactivitate trebuie pornit de la structura atomului, care are în centru un nucleu în jurul căruia orbitează electronii. Nucleul este format din particule încărcate pozitiv protoni și particule neutre neutroni, denumite generic nucleoni. Toți atomii unui element chimic au același număr de protoni (număr atomic), dar pot avea numere diferite de neutroni. În funcție de numărul de nucleoni, elementul chimic are mai multe specii numite izotopi.
În interiorul nucleului acționează două tipuri de forțe: forța de respingere dintre protoni (de natură electrică) și forța de atracție dintre nucleoni (de natură nucleară). Când cele două forțe sunt în echilibru izotopul este stabil. Pentru nucleele care conțin neutroni în exces cele două forțe nu mai sunt în echilibru, iar izotopul este instabil și se dezintegrează spontan prin emisie de radiații.
Spre exemplu izotopul  {\displaystyle \mathrm {^{209}_{83}Bi} \,}are 83 de protoni și 126 neutroni și este un izotop stabil. Izotopul {\displaystyle \mathrm {^{211}_{83}Bi} \,} are doi neutroni în plus și este instabil. Pentru a atinge stabilitatea nucleul {\displaystyle \mathrm {^{211}_{83}Bi} \,} emite o particulă alfa. Acești izotopi sunt radioactivi.

## Istoric
Radioactivitatea naturală a fost descoperită în 1896 de Henri Becquerel, pe când studia luminescența unor săruri ale uraniului.
În 1898, soții Marie și Pierre Curie au descoperit poloniul și radiul, două elemente cu radioactivitate mult mai puternică decât a uraniului.
Radioactivitatea artificială a fost descoperită de soții Irène și Frédéric Joliot-Curie în 1934.
Legile generale ale radioactivității au fost elaborate de către Ernest Rutherford și Frederick Soddy în 1903.

## Dezintegrarea radioactivă
Dezintegrarea radioactivă este fenomenul spontan prin care nucleul unui izotop radioactiv instabil emite radiații nucleare. În funcție de radiația emisă putem avea dezintegrare alfa, beta sau gama. Transformarea unui element radioactiv în alt element prin dezintegrare se mai numește și transmutație nucleară naturală.
Procesul nu depinde de temperatură, presiune sau de combinația chimică în care apare atomul al cărui nucleu suferă dezintegrarea. Pe de altă parte, dezintegrarea este un fenomen aleator: nu se poate determina când se va dezintegra un anumit nucleu atomic, deși pentru o populație mare de nuclee de un anumit tip se poate estima câte nuclee vor suferi dezintegrarea într-un anumit interval de timp.
Cantitatea de substanță variază după o lege exponențială:
{\displaystyle n_{t}=n_{0}\cdot 2^{-{\frac {t}{\Delta t}}}},
unde:
- {\displaystyle n_{0}} este cantitatea inițială de substanță (dată ca masă sau ca număr de atomi),
- {\displaystyle n_{t}} este cantitatea rămasă (dată sub aceeași formă),
- {\displaystyle t} este timpul scurs de la începutul experimentului,
- {\displaystyle \Delta t} este o mărime numită perioadă de înjumătățire, specifică speciei de atomi, și reprezintă timpul după care dintr-o cantitate dată de substanță radioactivă rămâne jumătate din cantitatea inițială.

De remarcat că asta înseamnă că prin dezintegrare radioactivă o substanță radioactivă nu dispare niciodată complet. Practic, după 100-200 de perioade de înjumătățire dintr-o cantitate egală cu masa Pământului ar rămâne un singur atom.
Timpul de înjumătățire variază în limite foarte largi, de la fracțiuni de secundă până la miliarde de ani. Printre cele mai lungi perioade de înjumătățire le au izotopii  {\displaystyle \mathrm {^{238}_{92}U} \,}, {\displaystyle \mathrm {^{235}_{92}U} \,}, {\displaystyle \mathrm {^{230}_{90}Th} \,}și {\displaystyle \mathrm {^{40}_{19}K} \,}.

## Tipuri de dezintegrare

Diferite moduri de dezintegrare a unui nuclid radioactiv. Vertical: numărul atomic, orizontal: numărul de neutroni

Există următoarele forme de dezintegrare:

### Dezintegrare spontană
Dezintegrarea spontană este un fenomen de transformare a atomilor grei prin procese  radioactive. Nucleul atomic se va despica în două sau mai multe fragmente, respectând regula prin care două fragmente rezultate vor avea totdeauna dimensiuni egale. Suma masei fragmentelor rezultate fiind egală cu masa nucleului inițial.
| {\displaystyle {}_{98}^{252}\mathrm {Cf} \to {}_{56}^{145}\mathrm {Ba} +{}_{42}^{104}\mathrm {Mo} +3~{}_{0}^{1}\mathrm {n} } | {\displaystyle {}_{98}^{252}\mathrm {Cf} \to {}_{50}^{128}\mathrm {Sn} +{}_{48}^{122}\mathrm {Cd} +2~{}_{0}^{1}\mathrm {n} } |

Izotopii uraniului se transformă prin procesul dezintegrării spontane:
| {\displaystyle {}_{92}^{235}\mathrm {U} \to {}_{56}^{142}\mathrm {Ba} +{}_{36}^{90}\mathrm {Kr} +3~{}_{0}^{1}\mathrm {n} } | {\displaystyle {}_{92}^{238}\mathrm {U} \to {}_{54}^{140}\mathrm {Xe} +{}_{38}^{96}\mathrm {Sr} +2~{}_{0}^{1}\mathrm {n} }  |
| {\displaystyle {}_{92}^{235}\mathrm {U} \to {}_{53}^{135}\mathrm {I} +{}_{39}^{98}\mathrm {Y} +2~{}_{0}^{1}\mathrm {n} }   | {\displaystyle {}_{92}^{238}\mathrm {U} \to {}_{51}^{133}\mathrm {Sb} +{}_{41}^{102}\mathrm {Nb} +3~{}_{0}^{1}\mathrm {n} } |

### Emisie spontană de nucleoni
| {\displaystyle {}_{Z}^{A}\mathrm {X} \to {}_{Z-1}^{A-1}\mathrm {Y} +{}_{1}^{1}\mathrm {p} } {\displaystyle {}_{Z}^{A}\mathrm {X} \to {}_{Z}^{A-1}\mathrm {Y} +{}_{0}^{1}\mathrm {n} } |
| emisiune de nucleoni |

Acest fenomen are loc la nucleii cu un număr mic de protoni.
5He → 4He + 1n
9B → 8Be + 1p

### Dezintegrarea tip cluster
In acest caz în loc de emisiune de protoni sau neutroni, are loc o emisiune de nuclei mari atomici:
| {\displaystyle {}_{97}^{247}\mathrm {Bk} \to {}_{91}^{235}\mathrm {Pa} +{}_{6}^{12}\mathrm {C} } | {\displaystyle {}_{97}^{247}\mathrm {Bk} \to {}_{77}^{199}\mathrm {Ir} +{}_{20}^{48}\mathrm {Ca} } | {\displaystyle {}_{98}^{248}\mathrm {Cf} \to {}_{90}^{232}\mathrm {Th} +{}_{8}^{16}\mathrm {O} } |

### Dezintegrarea prin doi protoni
Acest fenomen are loc în cazul unei emisiuni intense de protoni, ca de exemplu în cazul 45Fe când doi protoni colidează simultan cu nucleul, fiind posibilă chiar emisiunea simultană a 2 protoni.45Fe → 43Cr + 2 1p.

### Dezintegrarea tip β−
| {\displaystyle {}_{Z}^{A}\mathrm {X} \to {}_{Z+1}^{A}\mathrm {Y} +\mathrm {e} ^{-}+{\overline {\nu }}_{\mathrm {e} }} |
| Dezintegrare tip β−                                                                                                   |

In acest caz în nucleul atomic se produce o transformare a unui neutron într-un proton însoțită de emisiunea unui electron cu energie mare, numărul atomic crescând cu o unitate.
{\displaystyle {}_{6}^{14}\mathrm {C} \to {}_{7}^{14}\mathrm {N} +e^{-}+{\overline {\nu _{e}}}}

### Dezintegrarea β+
| {\displaystyle {}_{Z}^{A}\mathrm {X} \to {}_{Z-1}^{A}\mathrm {Y} +\mathrm {e} ^{+}+\nu _{\mathrm {e} }} |
| Dezintegrare tip β+                                                                                     |

In acest caz un proton din nucleu se transformă într-un neutron și un pozitron încărcat cu energie, numărul atomic micșorându-se cu o unitate.
l: {\displaystyle {}_{7}^{13}\mathrm {N} \to {}_{6}^{13}\mathrm {C} +e^{+}+\nu _{e}}

### Dezintegrare prin captare de electroni
| {\displaystyle {}_{Z}^{A}\mathrm {X} +\mathrm {e} ^{-}\to {}_{Z-1}^{A}\mathrm {Y} +\nu _{\mathrm {e} }} |
| dezintegrare-ε                                                                                          |

Mai există o posibilitate de transformare a unui proton în neutron prin captare de electroni.
{\displaystyle {}_{28}^{59}\mathrm {Ni} +e^{-}\to {}_{27}^{59}\mathrm {Co} +\nu _{e}}

### Dezintegrare tip gamma
| {\displaystyle {}_{Z}^{A}\mathrm {X} ^{**}\to {}_{Z}^{A}\mathrm {X} ^{*}+\gamma } |
| Dezintegrare-γ                                                                    |

Se produce când nucleii atomici, după o dezintegrare, sunt încărcați cu energie mare, radiațiile γ fiind unde electromagnetice de înaltă frecvență. Această emisiune nu produce transformări ale protonilor sau neutronilor nucleari, ci numai în cazul emisiilor α și β, ca de exemplu:
{\displaystyle {}_{27}^{60}\mathrm {Co} \to {}_{28}^{60}\mathrm {Ni} +{\gamma }}

## Clasificarea istorică a dezintegrării radioactive
Dezintegrarea alfa este procesul prin care din nucleul atomic se emite o particulă alfa (doi protoni și doi neutroni), cu apariția unui atom având numărul atomic diminuat cu 2 și numărul de masă diminuat cu 4.
23892U →23490Th + 42He
Dezintegrarea beta este procesul prin care nucleul atomic emite particule beta (electron sau pozitron) pentru a obține număul optim de protoni și neutroni. Există două tipuri de dezintegrare beta: beta minus (β-) când se emite un electron și beta plus (β+) când se emite un pozitron. La dezintegrarea beta  minus se mai emite ș o particulă antineutrino în timp ce la dezintegrarea beta plus se emite o particulă neutrino
13755Cs →13756Ba + -e + antineutrino
2211Na →2210Ne + +e + neutrino
Dezintegrarea gama numită și tranzție izomerică este procesul prin care nucleul având o stare excitată metastabilă (izomer) emite radiație gama pentru a reveni la starea stabilă cu energie mai scăzută. Starea izomeră poate apărea în urma dezintegrării alfa sau beta sau prin alte reacții nucleare.  
Cel mai stabil nucleu izomer este 180m  73Ta care are o abundență de 1/8300 și un timp de înjumătățire de 10 15 ani, sensibil mai mare decât vârsta universului.

## Familii radioactive
Uraniul 238 (23892U, cel mai greu dintre izotopii naturali), se dezintegrează foarte încet (timp de înjumătățire 4,5 miliarde ani) prin emisie de raze α. Pierzând astfel 4 unități din numărul său de masă și două unități din numărul său atomic, uraniul se transformă în nucleul de thoriu 234 (23490Th); elementul uraniu se transformă în elementul thoriu. Acesta din urmă este și el radioactiv, nucleul său emite o particulă β și se transmută în nucleul de 23491Pa (protactiniu); acesta tot prin emisie de raze β se transmută în mai departe în nucleul de 23492U, luând naștere un alt izotop al uraniului, decât cel de la începutul seriei căruia i se dă numele de Uraniu II, fiind radioactiv prin emisie de raze α. Acesta se transmută mai departe în 23090Th, adică un nou izotop thoriu căruia i se dă numele special de Ioniu. Ioniul se dezintegrează tot prin emisie de raze α și dă naștere izotopului 22688Ra, adică radiul descoperit de soții Curie. Mai departe, radiul dezintegrându-se prin raze α, dă naștere izotopului radioactiv 22286Rn (radon), care este un gaz inert asemănător din punct de vedere chimic cu heliul, neonul, etc. Cascada aceasta de dezintegrări succesive se continuă mai departe până ce se ajunge la izotopul 21084Po, adică poloniul descoperit de soții Curie. Poloniul se transmută mai departe în 20682Pb, adică un izotop al metalului plumb. Acesta este „stabil” ceea ce înseamnă că prin nici unul din mijloacele cunoscute în prezent nu putem constata o eventuală dezintegrare a lui. Astfel succesiunea de dezintegrări în cascadă se oprește practic aici și putem vedea că a luat naștere o adevărată „familie” radioactivă, al cărei strămoș comun este uraniul. Familia pe care tocmai am descris-o se numește familia „radiu-uraniu”. În natură mai există încă două familii radioactive: una dintre ele, începe cu 23592U(numit și actino-uraniu) și se termină cu un alt izotop de plumb(20782Pb). Cea de-a treia familie este cea a thoriului, care începe cu 23290Th și se termină iarăși cu un izotop de plumb(20882Pb). [Sanielevici Alexandru - Radioactivitatea, editura Tehnică – București]

## Radioactivitatea în natură
În natură radioactivitatea a fost prezentă de la început. Cei peste 60 radionuclizi prezenți în natură se clasifică în trei categorii: 
1.	Primordiali – prezenți de la formarea Pământului; 
2.	Cosmogenici – formați în urma interacției cu radiația cosmică; 
3.	Produși sau potențați de om – formați prin activități umane.
Radionuclizii se găsesc în roci, aer, apă, sol și în organismele vii, inclusiv cel uman.

### Radionuclizii primordiali
Radionuclizii primordiali  au timpi de înjumătățire de ordinul sutelor de milioane de ani. Dintre cei mai cunoscuți menționăm : U-235, U-238, Th232, Ra-226, Rn-222, K-40.
Radionuclizii primordiali au un rol foarte important în viața planetei Terra care funcționează ca o mașină termică bazată pe radioactivitate. Terrestrial Radioactivity Arhivat în 18 decembrie 2012, la Wayback Machine.
Se estimează că dezintegrarea radioactivă a Uraniului 238 și a Thoriului 232  generează aproximativ 20 TW în timp ce Potasiul 40 generează circa 4TW.
În 1972 savanții francezi au descoperit că uraniul provenind de la o anumită mină din Oklo - Gabon, era sărăcit în izotopul U-235. Explicația plauzibilă pentru aceste discrepanțe a fost aceea că în acel zăcământ de uraniu au avut loc reacții de fisiune, iar primul reactor nuclear de pe Terra a fost unul natural. Reactorul nuclear Oklo s-a format într-un mediu geologic sedimentar saturat cu apă. Timp de  100 000 de ani zăcământul de uraniu a fisionat intermitent, reacția de fisiune încetând când căldura rezultată vaporiza apa și repornind când roca se satura din nou cu apă. OKLO Reactor
Există ipoteza că pe Pământ au funcționat la acel moment mult mai mulți reactori naturali. Se estimează că radiațiile produse de acești reactori ar fi putut induce mutații accelerând evoluția organismelor vii. Geosociety Arhivat în 21 iulie 2012, la Wayback Machine.
Există zone unde concentrația mare a mineralelor radioactive din scoarța terestră generează un fond mare de radiații: Brazilia, India, China. Nivelul ridicat al fondului de radiații conduce la  apariția de aberații cromozomiale dar nu s-a putut proba creșterea frecvenței la aceste populații.

### Radionuclizii cosmogeni
Radionuclizii cosmogenici se formează prin interacția atomilor țintă cu radiația cosmică, în atmosferă (C-14, Be-10) ori in situ în minerale sau în apropierea suprafeței terestre (Be-10, Al-26, Ne-21). Acumularea radionuclizilor cosmogenici  în minerale la /sau în apropierea scoarței terestre oferă posibilitatea datării anumitor fenomene geologice. Radiocarbon Dating Arhivat în 12 octombrie 2018, la Wayback Machine.
O altă aplicație important a radionuclizilor cosmogenici este datarea cu radiocarbon dezvoltată de Willard F. Libby pentru determinarea vârstei în arheologie, geologie, geofizică, etc. Datarea cu radiocarbon folosește ca indicator cantitatea de C -14 din ființele vii. Toate viețuitoarele păstrează conținutul de radiocarbon în echilibru cu cel prezent în atmosferă la momentul morții.   Când organismul moare inventarul de C-14 începe să se dezintegreze cu o perioadă de înjumătățire de 5730 de ani. Comparând conținutul de radiocarbon din organismul mort cu conținutul din atmosferă putem estima momentul morții. Calibrarea datărilor cu radiocarbon se face prin compararea cu datările pe baza dendro-cronologiei (inelele de creștere ale copacilor).

### Radionuclizii antropogeni (produși sau potențați de către activitatea antropică)

Simbol de avertizare pentru existența substanțelor radioactive depozitate în recipiente protectoare

Simbolul nou de avertizare pentru elemente radioactive deosebit de periculoase

Radionuclizii produși de om s-au adăugat inventarului natural în ultima sută de ani, având totuși o contribuție minoră. Semnificație au radionuclizii produși din activități umane cu timpi de înjumătățire mari : I 129 – 15,7 milioane ani, Tc 99 – 211 mii ani, Pu 239 – 24,1 mii ani, Cs 137 – 30,17 ani, Sr 90 – 28,78 ani, H 3 – 12,3 ani.
Dacă radionuclizii cosmogenici, care sunt prezenți în mod natural în minereuri, sol, apă sau alte materiale naturale, sunt concentrați sau expuși în mediu prin activități umane precum exploatarea minieră sau tratarea apelor uzate, spunem că se generează materiale TENORM (technologically enhanced naturally occurring radioactive materials). TENORM
Procesele prin care se generează materiale TENORM includ: extracția uraniului, extracția și prelucrarea fosfaților, generarea de cenușă la arderea cărbunilor, extragerea petrolului și gazelor, tratarea apelor reziduale, minele de metale, producerea energiei geotermale. Principalii radionuclizi de interes în aceste procese sunt cei care aparțin familiilor radioactive ale U-238, U-235 și Th – 232. Materialele TENORM pot duce la un risc crescut de iradiere a publicului. 
Dintre radionuclizii primordiali potențați de om o semnificație aparte o au izotopii radonului, toți radioactivi, dintre care cei mai importanți sunt: Rn -222,
Rn -220 și Rn - 219. Ei apar ca produși intermediari în familiile radioactive naturale ale uraniului și thoriului. Fiind un gaz nobil și neparticipând la reacții chimice, radonul este prezent peste tot în roci, în soluri, în apele superficiale și de adâncime, se degajă din materialele solide sau lichide, fiind prezent în aer, în atmosfera peșterilor și a minelor, în atmosfera exterioară cât și în interiorul locuințelor. Sursele principale ale radonului din locuințe sunt în ordinea importanței: exhalația de radon din sol, emanația din materialele de construcție componente ale locuinței, apa folosită pentru spălat și gătit precum și gazul utilizat în bucătării sau în sobe pentru încălzit.
Radonul este recunoscut în prezent drept a doua cauză de mortalitate prin cancer pulmonar, după fumat. Radon